# Ewrenos

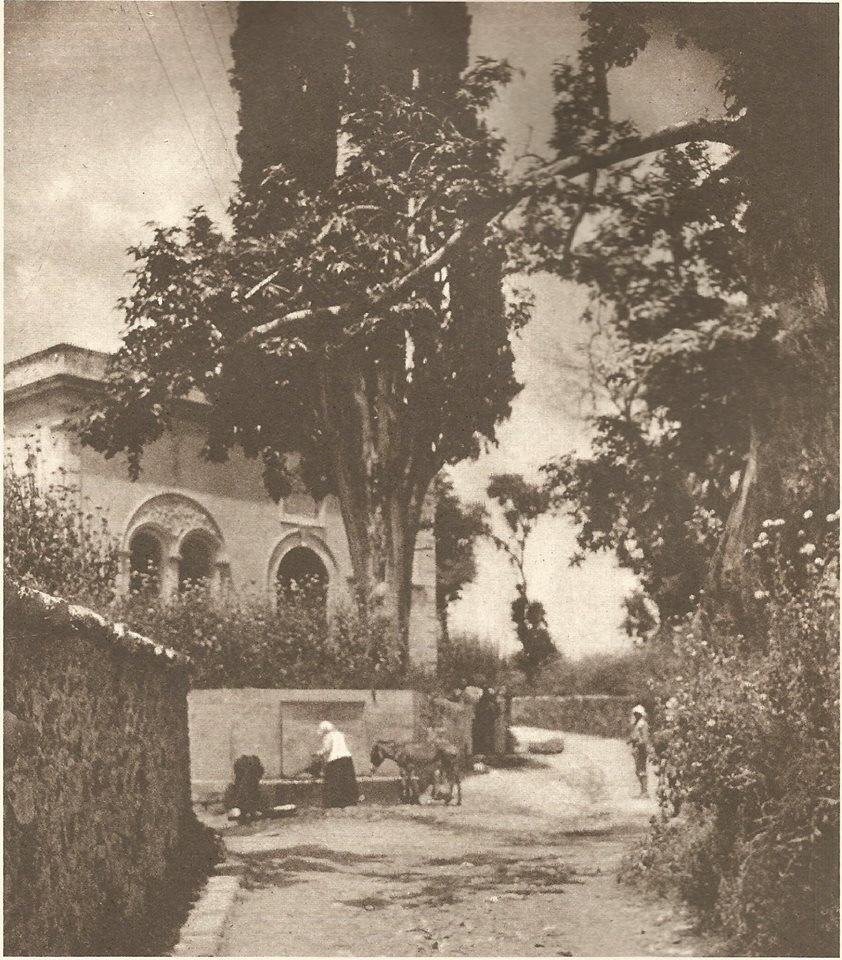
Das Grab des Ewrenos in Giannitsa im frühen 20. Jahrhundert

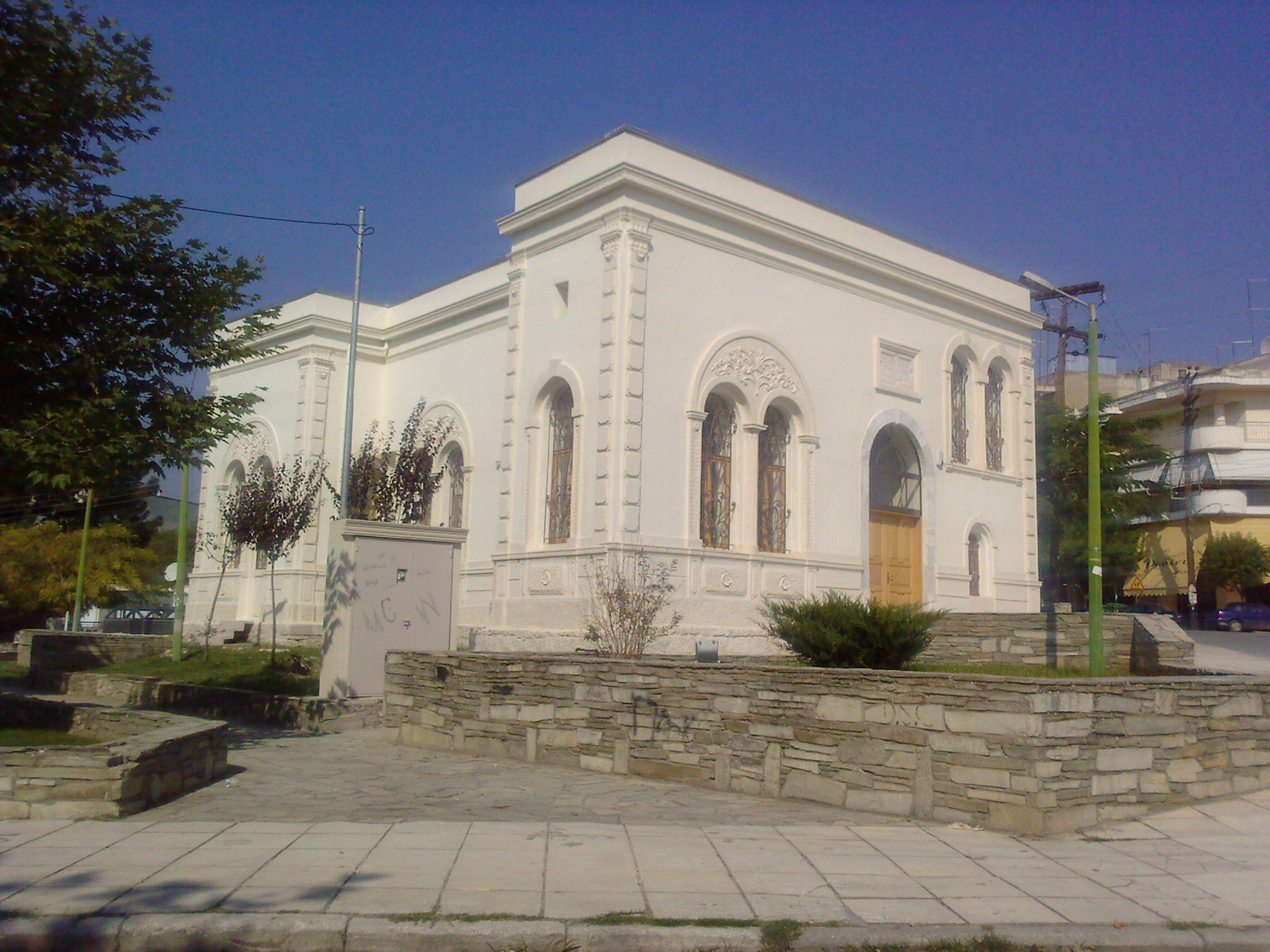
Das Grabmal 2008 nach seiner Restaurierung

Ewrenos (griechisch Εβρενός Evrenós, auch Ἀβρανέζης Avranézis, Βρανέζης Vranézis, Βρανεύς Vranéfs, Βρενέζ Vrenéz, Βρενέζης Vrenézis oder Βρενές Vrenés; gest. 17. November 1417 in Yenice-i Vardar) war ein osmanischer Militärkommandant, der als General unter Suleyman Pascha, Murad I., Bayezid I., Süleyman Çelebi und Mehmed I. wirkte.
Eine sich bis heute haltende griechische Legende besagt, dass Ewrenos' Vater Ornos hieß und ein abtrünniger byzantinischer Gouverneur von Prousa war, der zunächst zu den Osmanen, und nach der Belagerung von Prousa 1326 zu den Karasiden überlief. Er war auch als Isa Bey Prangi bekannt und im Dorf Prangi (osmanisch Sırcık oder Kırcık) begraben, ein belebter Fährhafen am Fluss Evros, etwa 6 km östlich von Dimetoka. Stanford J. Shaw und Joseph von Hammer betrachten Ewrenos als einen Byzantiner, der vom Christentum zum Islam konvertierte.
Ursprünglich war Ewrenos ein adliger Würdenträger – ein Bey im Fürstentum Karesi, der den Osmanen erst nach der Eroberung dieses Beyliks 1345 beitrat. Er leitete mehrere Feldzüge der Osmanen in Bulgarien, Thessalien, Serres und Serbien. Nachdem er sich an der Eroberung von Adrianopel beteiligt hatte, wurde er zum uc beği (Front-Kriegsherr) von Thessalien ernannt. Er und seine Akindschis kämpften in der Schlacht auf dem Amselfeld 1389 und in der bei Nikopolis 1396. Ewrenos eroberte Keschan, Ipsala, Komotini, Feres, Iskece, Maroneia, Serres, Monastir und 1397 Korinth. Er gründete die Stadt Yenice-i Vardar, heute Giannitsa bzw. Vardar Yenicesi. Die griechischen Einwohner von Yenice Vardar zeigten bis zum frühen 20. Jahrhundert Ehrfurcht vor dem Gazi Baba, wie Ewrenos genannt wurde.
Ewrenos hatte sieben Söhne (Chidr-schah, Isa, Suleyman, Ali, Yakub, Barak, Begdje) und mehrere Töchter. Zusammen mit den Mihaloğlus (aus dem Karasi-“Beylik”), den Malkoçoğlus (aus Serbien), den Ömerli/Ömeroğlus und den Turahanoğlus zählen die Nachkommen Ewrenos' (Evrenosoğlus) zu den byzantinisch-stämmigen Familien, welche den frühen osmanischen Kriegeradel bildeten.
Die über Ewrenos verbreiteten Geschichten und Legenden würden eine Lebensdauer von 129 Jahren suggerieren, was als sehr unwahrscheinlich gilt. Ewrenos starb hohen Alters in Yenice-i Vardar und wurde im dortigen Mausoleum (Türbe) 1417 begraben. Das Mausoleum mit seinem Epitaph besteht bis heute, wurde jedoch im 19. Jahrhundert schwer verschandelt und diente für einige Zeit als Speicher.
Als einer der erfolgreichsten osmanischen Kommandeure häufte sich Ewrenos einen hohen Reichtum an und gründete mehrere Stiftungen (awqaf). Manche Denkmäler stehen noch heute in Südosteuropa verteilt. Ein von Ewrenos gestifteter Hammām steht südlich des Mausoleums, in Griechisch-Thrakien befinden sich noch ein Imaret (öffentliche Suppenküche und Moschee, in Gümülcine/Komotini) und ein Chan (Karawanserei, in Ilıca/Loutra).